# Anonychia psara
Anonychia psara là một loài bướm đêm trong họ Geometridae.